# Trichaphodioides incertepilosus
Trichaphodioides incertepilosus är en skalbaggsart som beskrevs av Bordat 1994. Trichaphodioides incertepilosus ingår i släktet Trichaphodioides och familjen Aphodiidae. Inga underarter finns listade i Catalogue of Life.